# Tanjungarum
Tanjungarum is een bestuurslaag in het regentschap Pasuruan van de provincie Oost-Java, Indonesië. Tanjungarum telt 3884 inwoners (volkstelling 2010).